# Науково-дослідна лабораторія регіональних проблем економіки і політики Київського університету
Науково-дослідна лабораторія регіональних проблем економіки і політики — науково-дослідна лабораторія географічного факультету Київського національного університету імені Тараса Шевченка, провідний спеціалізований науково-методологічний заклад України.

## Історія
Лабораторію було створено 14 січня 2002 року на географічному факультеті Київського університету з ініціативи завідувача кафедри економічної та соціальної географії члена-кореспондента Академії педагогічних наук України, професора, доктора економічних наук Ярослава Олійника. Наказом ректора № 52-32 від 3 лютого 2003 року затверджено Положення про лабораторію, в якому встановлена мета: дослідження актуальних наукових проблем суспільної географії, впровадження їх у навчальний процес та залучення викладачів, докторантів, аспірантів і студентів до вирішення наукових суспільно-географічних завдань.

## Напрямки роботи
Напрямки роботи лабораторії:
- дослідження теоретичних засад суспільної географії,
- супільно-географічні процеси,
- територіальна організація господарської діяльності людини,
- проблеми супільно-географічного районування України,
- регіональна політика України,
- геополітика і політична географія,
- прогнозування супільно-географічного розвитку.

Розроблені і систематизовані поняття із загальної суспільної географії, структури, нових напрямків, завдань розвитку суспільної географії. Розроблені суспільно-географічні основи регіональної політики в Україні і системи моделей розвитку. Виявлені суспільно-географічні основи регіонального природокористування. Лабораторія бере участь у виконанні Комплексної наукової програми «Охорона навколишнього середовища». Виконані бюджетні розробки на теми «Концепція вищої географічної освіти», «Суспільно-географічні основи регіонального природокористування». Розроблена документація до проекту створення національного природного парку «Кременецькі гори». З 2006 року лабораторія працює над темою «Суспільно-географічні основи дослідження регіональної екологічної безпеки».
Важливим напрямом роботи лабораторії є систематизація термінів і понять із традиційних та нових напрямів географії, підготовка словника «Географічна наука: понятійно-термінологічний апарат».

## Науковці лабораторії
- Кононенко Олена Юріївна — завідувач лабораторією, кандидат економічних наук, доцент. Досліджує регіональну екологічну, техногенну безпеки, регіональну політику України.
- Мезенцева Наталія Іванівна — кандидат географічних наук, доцент. Географія агробізнесу, суспільно-географічне районування України, регіональне програмування, гендерна географія.
- Мельничук Анатолій Леонідович — науковий співробітник, кандидат географічних наук. Дослідження на теми природно-техногенної безпеки життєдіяльності населення та історичної суспільної географії України.
- Шевченко Роман Юрійович — молодший науковий співробітник, кандидат географічних наук. Картографічне моделювання суспільно-просторових процесів, сакральна географія, популярна геодезія.
- Мельник Людмила Вікторівна — інженер І категорії.
- Окольнича Ірина Іванівна — інженер І категорії.
- Жабський Андрій Петрович — інженер І категорії.
- Бузинська Світлана Леонідівна — спеціаліст-філолог.